# 6. Berlini Nemzetközi Filmfesztivál
Az 6. Berlini Nemzetközi Filmfesztivál 1956. június 22. és július 3. között került megrendezésre. A FIAPF ebben az évben adta meg a fesztiválnak az A-listás besorolást és így egy kategóriába került a cannes-i és a velencei fesztiválokhoz. Így ismét egy nemzetközi zsűri adta át a díjakat. A fesztivál zsűrielnöke Marcel Carné francia filmkészítő volt.
Az Arany Medve díjat Gene Kelly filmje, a Felhívás táncra nyerte. A döntést sokan kritizálták, mivel túl sekélynek tartották, sok kritikus inkább a finn Az ismeretlen katonának adta volna, ami Väinö Linna regénye alapján készült.

## Zsűri
Az alábbi emberek voltak a fesztivál zsűrijének tagjai:

### Filmek
- Marcel Carné, francia filmkészítő - Zsűrielnök
- Bill Luckwell, brit producer
- Giuseppe Vittorio Sampieri, olasz rendező és producer
- Kashiko Kawakita, japán speciális effektus rendező
- Leo J. Horster, amerikai vállalkozó
- Ilse Urbach, nyugat-német művész
- Ludwig Berger, nyugat-német filmkészítő

### Dokumentumfilmek és rövidfilmek
- Otto Sonnenfeld, izraeli producer - Zsűrielnök
- D. Gualberto Fernández, Uruguay
- Sarukkai Gopalan, India
- Jan Hulsker, holland művészettörténész
- Fritz Kempe, nyugat-német fényképész

## A fesztivál programja

### Versenyben lévő filmek
Az alábbi filmek voltak versenyben az Arany Medve- és az Ezüst Medve-díjakért:
| Magyar cím             | Eredeti cím             | Rendező              | Ország                     |
| ---------------------- | ----------------------- | -------------------- | -------------------------- |
| Őszi falevél           | Autumn Leaves           | Robert Aldrich       | Amerikai Egyesült Államok  |
| Naplemente előtt       | Vor Sonnenuntergang     | Gottfried Reinhardt  | Nyugat-Németország         |
| Donatella              | Donatella               | Mario Monicelli      | Olaszország                |
| Felhívás táncra        | Invitation to the Dance | Gene Kelly           | Amerikai Egyesült Államok  |
| Kispus                 | Kispus                  | Erik Balling         | Dánia                      |
| Byaku fujin no yôren   | 白夫人の妖恋            | Shirō Toyoda         | Japán                      |
| A hosszú kéz           | The Long Arm            | Charles Frend        | Egyesült Királyság         |
| III. Richárd           | Richard III             | Laurence Olivier     | Egyesült Királyság         |
| El camino de la vida   | El camino de la vida    | Alfonso Corona Blake | Mexikó                     |
| Kenyér, szerelem és... | Pane, amore e...        | Dino Risi            | Olaszország                |
| A boszorkány           | La Sorcière             | André Michel         | Franciaország, Svédország  |
| Trapéz                 | Trapeze                 | Carol Reed           | Amerikai Egyesült Államok  |
| A torreádor            | Mi tío Jacinto          | Vajda László         | Spanyolország, Olaszország |
| Az ismeretlen katona   | Tuntematon sotilas      | Edvin Laine          | Finnország                 |

### Dokumentumfilmek és rövidfilmek
| Magyar cím                                  | Eredeti cím                                 | Rendező                           | Ország                    |
| ------------------------------------------- | ------------------------------------------- | --------------------------------- | ------------------------- |
| Afrikai képeskönyv                          | The African Lion                            | James Algar                       | Amerikai Egyesült Államok |
| Kein Platz für wilde Tiere                  | Kein Platz für wilde Tiere                  | Bernhard Grzimek, Michael Grzimek | Nyugat-Németország        |
| ...erwachsen sein dagegen sehr              | ...erwachsen sein dagegen sehr              | Wolf Hart                         | Nyugat-Németország        |
| Ernst Reuter                                | Ernst Reuter                                | Wolfgang Kiepenheuer              | Nyugat-Németország        |
| Hitit güneşi                                | Hitit güneşi                                | Sabahattin Eyüboğlu               | Törökország               |
| The Long Journey                            | The Long Journey                            | Geoffrey Collings                 | Amerikai Egyesült Államok |
| Men Against the Arctic                      | Men Against the Arctic                      | Winston Hibler                    | Amerikai Egyesült Államok |
| Paris la nuit                               | Paris la nuit                               | Jacques Baratier, Jean Valère     | Franciaország             |
| Rythmetic                                   | Rythmetic                                   | Norman McLaren, Evelyn Lambart    | Kanada                    |
| Le Sabotier du Val de Loire                 | Le Sabotier du Val de Loire                 | Jacques Demy                      | Franciaország             |
| Spring Comes to Kashmir                     | Spring Comes to Kashmir                     | Ravi Prakash                      | India                     |
| Les Très riches heures de l'Afrique romaine | Les Très riches heures de l'Afrique romaine | Jean Lehérissey                   | Franciaország             |
| Zauber der Natur                            | Zauber der Natur                            | Richard Mostler                   | Nyugat-Németország        |

## Győztesek
- Arany Medve: Felhívás táncra (Gene Kelly)
- Ezüst Medve díj a legjobb rendezőnek: Robert Aldrich (Őszi falevél)
- Ezüst Medve díj a legjobb színésznőnek: Elsa Martinelli (Donatella)
- Ezüst Medve díj a legjobb színésznek: Burt Lancaster (Trapéz)
- Ezüst Medve díj a kiemelkedő művészi teljesítményért: André Michel (A boszorkány)
- Ezüst Medve a kiemelkedő egyedülálló teljesítményért: Charles Frend (A hosszú kéz)
- Ezüst Medve: III. Richárd (Laurence Olivier)
  - Tiszteletbeli említés (rendező): El camino de la vida (Alfonso Corona Blake)
  - Tiszteletbeli említés (színesfilm): Byaku fujin no yôren (Shirō Toyoda)
  - Tiszteletbeli említés (legjobb vígjáték): Kenyér, szerelem és... (Dino Risi)
- Arany Medve a legjobb dokumentumfilmnek: Kein Platz für wilde Tiere (Bernhard Grzimek, Michael Grzimek)
- Ezüst Medve díj a legjobb dokumentumfilmnek: Afrikai képeskönyv (James Algar)
- Arany Medve a legjobb rövidfilmnek: Paris la nuit (Jacques Baratier, Jean Valère)
- Ezüst Medve díj a legjobb rövidfilmnek:
  - Hitit güneşi (Sabahattin Eyüboğlu)
  - Spring Comes to Kashmir (Ravi Prakash)
  - Rythmetic (Norman McLaren, Evelyn Lambart)
  - Tiszteletbeli említés (rövid dokumentumfilm vagy kulturális film):
    - ...erwachsen sein dagegen sehr (Wolf Hart)
    - Le Sabotier du Val de Loire (Jacques Demy)
    - The Long Journey (Geoffrey Collings)
- OCIC-díj
  - Az ismeretlen katona (Edvin Laine)
    - Tiszteletbeli említés: El camino de la vida (Alfonso Corona Blake)
- Közönségdíj
  - 1. hely: Naplemente előtt (Gottfried Reinhardt)
  - 2. hely: A torreádor (Vajda László)
  - 3. hely: Trapéz (Carol Reed)

## Fordítás
- Ez a szócikk részben vagy egészben  a(z)   6th Berlin International Film Festival című angol Wikipédia-szócikk fordításán alapul.  Az eredeti cikk szerkesztőit annak laptörténete sorolja fel. Ez a jelzés csupán a megfogalmazás eredetét és a szerzői jogokat jelzi, nem szolgál a cikkben szereplő információk forrásmegjelöléseként.